# Hanno-Trebînivka, Ustînivka
Hanno-Trebînivka (în ucraineană Ганно-Требинівка) este localitatea de reședință a comunei Hanno-Trebînivka din raionul Ustînivka, regiunea Kirovohrad, Ucraina.

## Demografie
Componența lingvistică a localității Hanno-Trebînivka
     Ucraineană (94,85%)
     Rusă (2,58%)
     Română (1,89%)
     Alte limbi (0,51%)
Conform recensământului din 2001, majoritatea populației localității Hanno-Trebînivka era vorbitoare de ucraineană (94,85%), existând în minoritate și vorbitori de rusă (2,58%) și română (1,89%).